# 1220
| [ Edytuj tabelę ]                          |                                               |
| Książę Małopolski                          | - 1211 Leszek Biały 1227                      |
| Książę Wielkopolski                        | - 1202 Władysław III Laskonogi 1229           |
| Król Angkoru                               | - 1218 Indrawarman II 1244                    |
| Król Anglii                                | - 1216 Henryk III 1272                        |
| Król Aragonii i Walencji, hrabia Barcelony | - 1213 Jakub I Zdobywca 1276                  |
| Książę Bawarii                             | - 1183 Ludwik I 1231                          |
| Margrabia Brandenburgii                    | - 1205 Albrecht II 1220 - 1220 Otto III 1267  |
| Książę Burgundii                           | - 1218 Hugo IV 1272                           |
| Cesarz Bizancjum                           | - 1204 Teodor I Laskarys 1222                 |
| Car Bułgarii                               | - 1218 Iwan Asen II 1241                      |
| Cesarz Chin                                | - 1194 Song Ningzong 1224                     |
| Król Cypru                                 | - 1218 Henryk I 1253                          |
| Król Czech                                 | - 1198 Przemysł Ottokar I 1230                |
| Król Danii                                 | - 1202 Waldemar II Zwycięski 1241             |
| Władca Egiptu                              | - 1218 Al-Kamil 1238                          |
| Cesarz Etiopii                             | - 1189 Gebre Meskel 1229                      |
| Król Francji                               | - 1180 Filip II August 1223                   |
| Król Gruzji                                | - 1213 Jerzy IV Lasza 1222                    |
| Cesarz Japonii                             | - 1210 Juntoku 1221                           |
| Kalif                                      | - 1180 An-Nasir 1225                          |
| Król Kastylii                              | - 1217 Ferdynand III Święty 1252              |
| Patriarcha Konstantynopola                 | - 1215 Manuel I Charitopul 1222               |
| Władca Korei                               | - 1213 Kojong 1259                            |
| Król Leónu                                 | - 1188 Alfons IX 1230                         |
| Książę Litwy                               | - 1219 Dowsprunk 1238                         |
| Cesarz Łaciński                            | - 1217 Robert de Courtenay 1228               |
| Kalif Maroka                               | - 1213 Abu Jusuf II 1224                      |
| Król Nawarry                               | - 1194 Sanczo VII 1234                        |
| Król Norwegii                              | - 1217 Haakon IV Stary 1263                   |
| Hrabia Palatynatu                          | - 1214 Ludwik I Wittelsbach 1227              |
| Papież                                     | - 1216 Honoriusz III 1227                     |
| Król Portugalii                            | - 1211 Alfons II 1223                         |
| Sułtan Rumu                                | - 1211 Kajkawus I 1220 - 1220 Kajkubad I 1237 |
| Książę Rusi halickiej                      | - 1219 Mścisław I Niemy 1221                  |
| Cesarz Rzymski (niemiecki)                 | - 1220 Fryderyk II 1250                       |
| Książę Saksonii                            | - 1212 Albrecht I 1260                        |
| Król Serbii                                | - 1217 Stefan Nemanicz 1228                   |
| Król Szkocji                               | - 1214 Aleksander II 1249                     |
| Król Szwecji                               | - 1216 Jan I Sverkersson 1222                 |
| Doża Wenecji                               | - 1205 Pietro Ziani 1229                      |
| Król Węgier                                | - 1205 Andrzej II 1235                        |
| Wielki mistrz zakonu krzyżackiego          | - 1209 Hermann von Salza 1239                 |

Rok 1220 / MCCXX
stulecia: XII wiek ~
XIII wiek ~
XIV wiek

lata: 1210 «
1215 «
1216 «
1217 «
1218 «
1219 «
1220
» 1221
» 1222
» 1223
» 1224
» 1225
» 1230

## Wydarzenia w Polsce
- Poświadczony po raz pierwszy włodarz Krakowa. Oznacza to początki organizacji krakowskiej  gminy miejskiej.
- Pierwsza pisemna informacja o Sławkowie.

## Wydarzenia na świecie
- 26 kwietnia – król Niemiec Fryderyk II wydał przywilej Confederatio cum principibus ecclesiasticis dla niemieckiej hierarchii kościelnej.
- 28 kwietnia – położono kamień węgielny pod budowę katedry w Salisbury, która stanowi czołowy przykład gotyku angielskiego.
- 22 listopada – Fryderyk II Hohenstauf koronowany w Rzymie przez papieża Honoriusza III na cesarza[1].
- Podboje Mongołów – początek inwazji na Imperium Chorezmijskie. Zdobycie i zniszczenie Buchary oraz Samarkandy. Masakra w Rej, w czasie której zabito wszystkich potomków Alego.

## Urodzili się
- 1 kwietnia – Go-Saga, cesarz japoński (zm. 1272)
- 30 maja – Aleksander Newski, książę Nowogrodu Wielkiego, wielki książę włodzimierski z dynastii Rurykowiczów (zm. 1263)
- 11 listopada – Alfons z Poitiers, hrabia Poitiers i Tuluzy (zm. 1271)

- Data dzienna nieznana:
  - Jakub z Bevagna, włoski dominikanin, błogosławiony katolicki (zm. 1301)

## Zmarli
- 16 stycznia – męczennicy marokańscy:
  - Adjut, włoski franciszkanin (brat zakonny), misjonarz, męczennik, święty katolicki (ur. ?)
  - Akursjusz, włoski franciszkanin (brat zakonny), misjonarz, męczennik, święty katolicki (ur. ?)
  - Berard z Carbio, włoski franciszkanin, subdiakon, misjonarz, męczennik, święty katolicki (ur. ?)
  - Otto, włoski franciszkanin (kapłan), misjonarz, męczennik, święty katolicki (ur. ?)
  - Piotr z San Gemini, włoski franciszkanin (kapłan), misjonarz, męczennik, święty katolicki (ur. ?)
- 23 stycznia – Bogusław II, książę pomorski i szczeciński z dynastii Gryfitów (ur. w okr. 1178–1184)
- 25 lutego – Albrecht II (Brandenburgia), margrabia Brandenburgii (ur. ok. 1150)
- 3 listopada – Urraka Kastylijska (królowa Portugalii), córka Alfonsa VIII Szlachetnego i Eleonory kastylijskiej (ur. ok. 1186)

- Data dzienna nieznana:
  - Azon, włoski prawnik (ur. przed 1190)
  - Reginald z Orleanu, francuski dominikanin, błogosławiony katolicki (ur. 1180-1183)
  - Saxo Gramatyk, kronikarz duński (data przybliżona)